# Diastoma melanioides
Diastoma melanioides is een slakkensoort uit de familie van de Diastomatidae. De wetenschappelijke naam van de soort is voor het eerst geldig gepubliceerd in 1849 door Reeve.